# Płaskogon wielki
Płaskogon wielki, gekon liścioogonowy (Uroplatus fimbriatus) – gatunek jaszczurki z rodziny gekonowatych (Gekkonidae) występujący na Madagaskarze, jeden z największych obok Uroplatus giganteus przedstawicieli rodzaju Uroplatus. Opisany po raz pierwszy w 1658 przez Flacourta; pierwszego opisu zgodnego z zasadami nazewnictwa binominalnego dokonał w 1797 roku Johann Gottlob Theaenus Schneider, który nadał gatunkowi nazwę Stellio fimbriatus. Badania genetyczne wykazały, że w populacjach zaliczanych dotychczas do jednego gatunku występują co najmniej dwa odrębne gatunki.

## Wygląd
Jest to gekon o ubarwieniu brązowym, czasami posiadający małe wysepki czerwieni, zieleni. Ma trójkątną głowę o bardzo ostrych kształtach; nad oczami, podobnie jak gekon scynkowy, ma wyrostki skórne przypominające rzęsy. Ogon ma płaski, bardzo przypominający martwy liść, co ułatwia mu kamuflaż. Część samców dodatkowo ma wycięcia w ogonie, upodabniające go do liścia wyjedzonego przez owady. Oczy zależnie od osobnika mogą być brązowe, białe, czerwone bądź ciemnozielone. Na łapkach – jak u wszystkich gatunków nadrzewnych – są przylgi, ułatwiające wspinanie się po drzewach i gałęziach.

## Pożywienie
Zjada duże bezkręgowce i małe kręgowce.